# Maurice Dejean
Maurice Ernest Napoléon Dejean (30. září 1899, Clichy, Seine - 14. ledna 1982, Paříž) byl francouzský diplomat a politik. Působil mimo jiné jako komisař zahraničních věcí Svobodné Francie a následně jako velvyslanec v Československu, Japonsku a SSSR.

## Život
Dejean pracoval jako diplomat na ministerstvu zahraničních věcí a na různých diplomatických misích. 24. září 1941 se stal komisařem pro zahraniční věci v exilové vládě Svobodné Francie. Tuto funkci vykonával do 17. října 1942, poté jej v této funkci nahradil René Pleven.
Po skončení druhé světové války se v roce 1945 stal velvyslancem v Československu, a byl akreditován až do roku 1949. Následně působil jako vedoucí mise (v letech 1950-1952) a poté jako velvyslanec v Japonsku (1952-1953). Poté v závěrečných fázích indočínské války vystřídal Jeana Letourneaua ve funkci generálního komisaře pro francouzskou Indočínu (28. července 1953 - 10. dubna 1954), než byl nahrazen Paulem Élym. 
Nakonec v roce 1955 nastoupil do funkce francouzského velvyslance v Sovětském svazu po Louisi Joxeovi a tento post zastával až do svého odchodu do penze v roce 1964.
Dejeana kompromitovala sovětská agentka Larissa Kronbergová s krycím jménem „Lora“.  Je možné, že prostřednictvím sexuální špionáže dával informace KGB. 
Za své zásluhy byl povýšen do hodnosti komtura řádu Čestné legie.